# Danh sách phát minh và khám phá của người Việt Nam
Đây là một danh sách chưa hoàn tất, và có thể sẽ không bao giờ thỏa mãn yêu cầu hoàn tất. Bạn có thể đóng góp bằng cách mở rộng nó bằng các thông tin đáng tin cậy.
Đây là danh sách các phát minh và khám phá của Việt Nam bao gồm các phát minh công nghệ, văn hóa và lịch sử.

## Lý thuyết khoa học
- Phương pháp tô bóng Phong
- Mô hình phản chiếu Phong
- Phương pháp Lát cắt Tụy của nhà toán học Hoàng Tụy vào năm 1964
- Bổ đề cơ bản cho các đại số Lie của nhà toán học Ngô Bảo Châu

## Công nghệ
- Telex (kiểu gõ) (Quốc Ngữ điện tín) của Nguyễn Văn Vĩnh, phát minh từ năm 1920-1930
- PdfTeX của Hàn Thế Thành.
- VNI: Phát minh bởi Hồ Thành Việt vào năm 1987
- Vietkey: Phần mềm gõ tiếng Việt, tiếng Pháp, tiếng Nga... phát minh bởi Đặng Minh Tuấn vào năm 1994
- UniKey: Phần mềm gõ tiếng Việt phát minh bởi Phạm Kim Long vào năm 2000
- Vệ tinh NanoDragon[1]

## Y học
- Y học Cổ truyền Việt Nam
- Phương pháp cắt gan khô của bác sĩ Tôn Thất Tùng vào năm 1939

## Vật dụng, trang phục
- Thuyền thúng
- Bếp Hoàng Cầm, phát mình từ 1951-1952
- Áo dài

## Ngôn ngữ
- Chữ Nôm, hệ thống chữ cổ điển

## Ẩm thực
- Phở

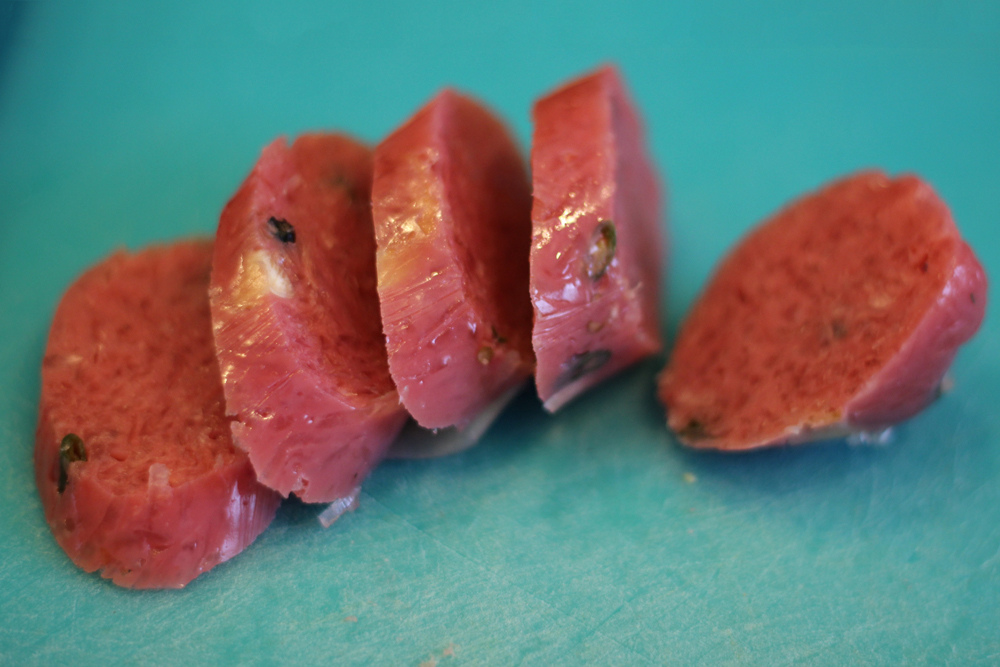
Nem chua

- Nem chua: một món ăn lên men từ thịt lợn của nền ẩm thực Việt Nam, lợi dụng men của lá chuối (hoặc lá ổi, lá vông, lá sung v.v.) và thính gạo để ủ chín, có vị chua ngậy.

## Trò chơi
- Tam cúc là tên một trò chơi bài lá dân gian phổ biến ở miền Bắc Việt Nam.[2][3]
- Tò he là một loại đồ chơi dân gian của trẻ em Việt Nam, có thể ăn được. Ngày nay, nặn tò he là một nét văn hóa dân gian ở các vùng quê Việt Nam, đặc biệt là Bắc Bộ.[4]
- Tổ tôm là một trò chơi bài lá dân gian phổ biến của người Việt.[5]
- Flappy Bird, trò chơi Chim Vỗ Cánh của Nguyễn Hà Đông vào năm 2014.[6]
- 7554 là trò chơi điện tử thể loại bắn súng góc nhìn thứ nhất có đồ hoạ đẹp đầu tiên của Việt Nam, do công ty Hiker Games thực hiện, lấy bối cảnh lịch sử thời kỳ kháng chiến chống Pháp (1946-1954).
- Shadow Era là một game đánh bài sưu tập thẻ kỹ thuật số trực tuyến miễn phí được tạo ra bởi nhà phát triển Việt Nam Wulven Studios.[7]
- Garena Free Fire là một trò chơi điện tử nhiều người chơi thuộc thể loại bắn súng góc nhìn người thứ ba do 111dots Studio phát triển và Garena phát hành.[8]
- Cờ toán Việt Nam do nghê nhân Vũ Văn Bảy phát minh vào năm 1982.
- Cờ tư lệnh do đại tá, nhà văn Nguyễn Quý Hải phát minh vào năm 2010.

## Nghệ thuật

### Sân khấu, âm nhạc dân gian
- Múa rối nước
- Chú Tễu: một loại rối dùng trong nghệ thuật múa rối nước
- Tuồng
- Xẩm
- Ca Huế
- Ca trù
- Chầu văn
- Chèo
- Quan họ
- Cải lương
- Đờn ca tài tử Nam Bộ
- Vọng cổ

### Nhạc cụ

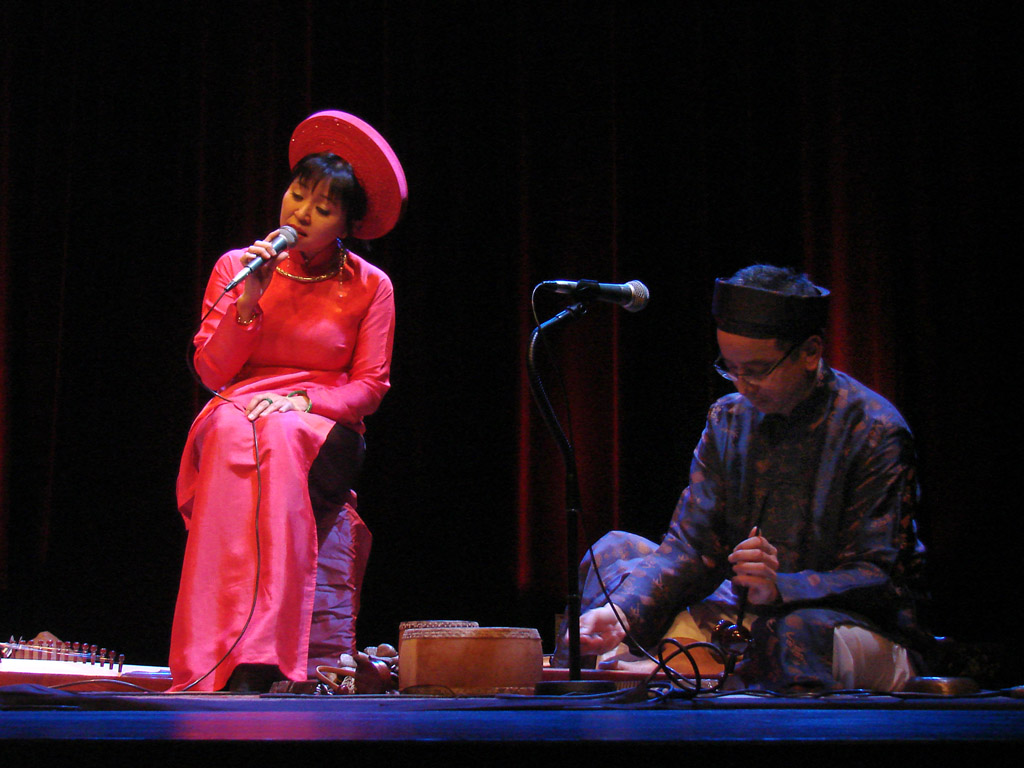
Nhạc sĩ bên phải đang chơi đàn bầu.

- Bro là một loại nhạc cụ có dây phổ biến ở một số dân tộc Tây Nguyên ở Việt Nam. Người Ba Na, Xơ Đăng, Êđê, Gia Rai và Giẻ Xtiêng thường sử dụng nhạc cụ này.
- Cảnh (nhạc cụ).
- Trống đồng Đông Sơn.
- Đàn bầu hay độc huyền cầm là một loại nhạc cụ truyền thống của người Việt, thanh âm phát ra nhờ sử dụng que hay miếng gảy vào dây.
- Đàn đá
- Đàn đáy
- Đàn môi
- Đàn hồ
- Đàn nhị
- Đàn sến.
- Guitar phím lõm.
- K'lông pút.
- K'ny
- Trống đồng Đông Sơn
- Phách
- Sáo
- Sênh tiền.
- Song lang
- T'rưng
- Trống cái
- Trống đế
- Trống cơm

## Tranh ảnh
- Tranh Đông Hồ
- Tranh Hàng Trống
- Sơn mài
- Thư pháp Việt Nam

## Thể thao
- Vovinam, một phái võ cổ truyền Việt Nam do võ sư Nguyễn Lộc sáng lập vào năm 1936
- Thiên Môn Đạo, môn phái võ cổ truyền Việt Nam do dòng họ Nguyễn Khắc sáng lập.[9]
- Bạch Hổ võ phái, môn phái võ cổ truyền Việt Nam tương truyền do tướng Nguyễn Hữu Cảnh sáng lập.[10][11]
- Tân Khánh Bà Trà, môn phái võ cổ truyền Việt Nam do Võ Thị Trà sáng lập vào những năm 1850.
- Nam Hồng Sơn, môn phái võ cổ truyền Việt Nam do võ sư Nguyễn Nguyên Tộ sáng lập vào năm 1920.
- Sa Long Cương, môn phái võ thuộc võ cổ truyền Bình Định, do võ sư Trương Thanh Đăng sáng lập vào năm 1964.[12]
- Thanh Long võ đạo, môn phái võ thuộc võ cổ truyền Tây Sơn - Bình Định, do võ sư Lê Kim Hòa sáng lập vào năm 1970.[13]
- Nhất Nam, một phái võ do giáo sư, võ sư Ngô Xuân Bính sáng lập vào năm 1983.[14]